# سابلایم (گروه موسیقی)
سابلایم (انگلیسی: Sublime) یک گروه آمریکایی تشکیل شده در سال ۱۹۸۸ از لانگ بیچ، کالیفرنیا بود. ترکیب گروه تا قبل از جدایی متشکل از بردلی نوول (آواز گیتار)، اریک ویلسون (باس) و بود گوگ (درامز) بود. نوول در سال ۱۹۹۶ به دلیل مصرف بیش از حد هروئین درگذشت و نتیجه آن جدایی سابلایم بود.